# Milano-Vignola 1977
La Milano-Vignola 1977, venticinquesima edizione della corsa, si svolse il 10 luglio 1977 per un percorso totale di 239,5 km, con partenza da Rogoredo ed arrivo a Vignola. La vittoria fu appannaggio dell'italiano Luciano Borgognoni, il quale completò la gara in 5h33'00", alla media di 43,153 km/h, precedendo i connazionali Marino Basso e Giuseppe Saronni.

## Ordine d'arrivo (Top 10)
| Pos. | Corridore          | Squadra        | Tempo    |
| ---- | ------------------ | -------------- | -------- |
| 1    | Luciano Borgognoni | Vibor          | 5h33'00" |
| 2    | Marino Basso       | Selle Royal    | s.t.     |
| 3    | Giuseppe Saronni   | Scic           | s.t.     |
| 4    | Giovanni Mantovani | Brooklyn       | s.t.     |
| 5    | Pierino Gavazzi    | Jollj Ceramica | s.t.     |
| 6    | Marcello Osler     | Brooklyn       | s.t.     |
| 7    | Aldo Parecchini    | Brooklyn       | s.t.     |
| 8    | Franco Bitossi     | Vibor          | s.t.     |
| 9    | Daniele Tinchella  | Magniflex      | s.t.     |
| 10   | Clyde Sefton       | Fiorella       | s.t.     |